# Voivodato della Piccola Polonia

Logo

Il voivodato della Piccola Polonia (in polacco Województwo Małopolskie) è uno dei 16 voivodati della Polonia. Il voivodato si trova nel sud del territorio polacco ed è stato creato con la riforma del 1999.  Il territorio confina a ovest con il voivodato della Slesia, a nord con il voivodato della Santacroce, a est con quello della Precarpazia. A sud il voivodato confina con la Slovacchia, con la quale condivide una parte della catena montuosa dei Carpazi, i monti Tatra. Il capoluogo del voivodato è Cracovia (Kraków).

## Geografia antropica

### Suddivisioni amministrative

Suddivisione in distretti

Il voivodato della Piccola Polonia è diviso in 19 distretti e 3 città che costituiscono distretti urbani. A volte un distretto porta il loro nome, senza però comprenderli nella loro amministrazione.

#### Distretti urbani
- Cracovia (Kraków)
- Tarnów
- Nowy Sącz

#### Distretti
l voivodato è diviso in 19 distretti, a cui appartengono in totale 173 comuni.
- Bochnia
- Brzesko
- Chrzanów
- Dąbrowa
- Gorlice
- Cracovia
- Limanowa
- Miechów
- Myślenice
- Nowy Sącz
- Nowy Targ
- Olkusz
- Oświęcim
- Proszowice
- Sucha
- Tarnów
- Tatra
- Wadowice
- Wieliczka

#### Città più grandi

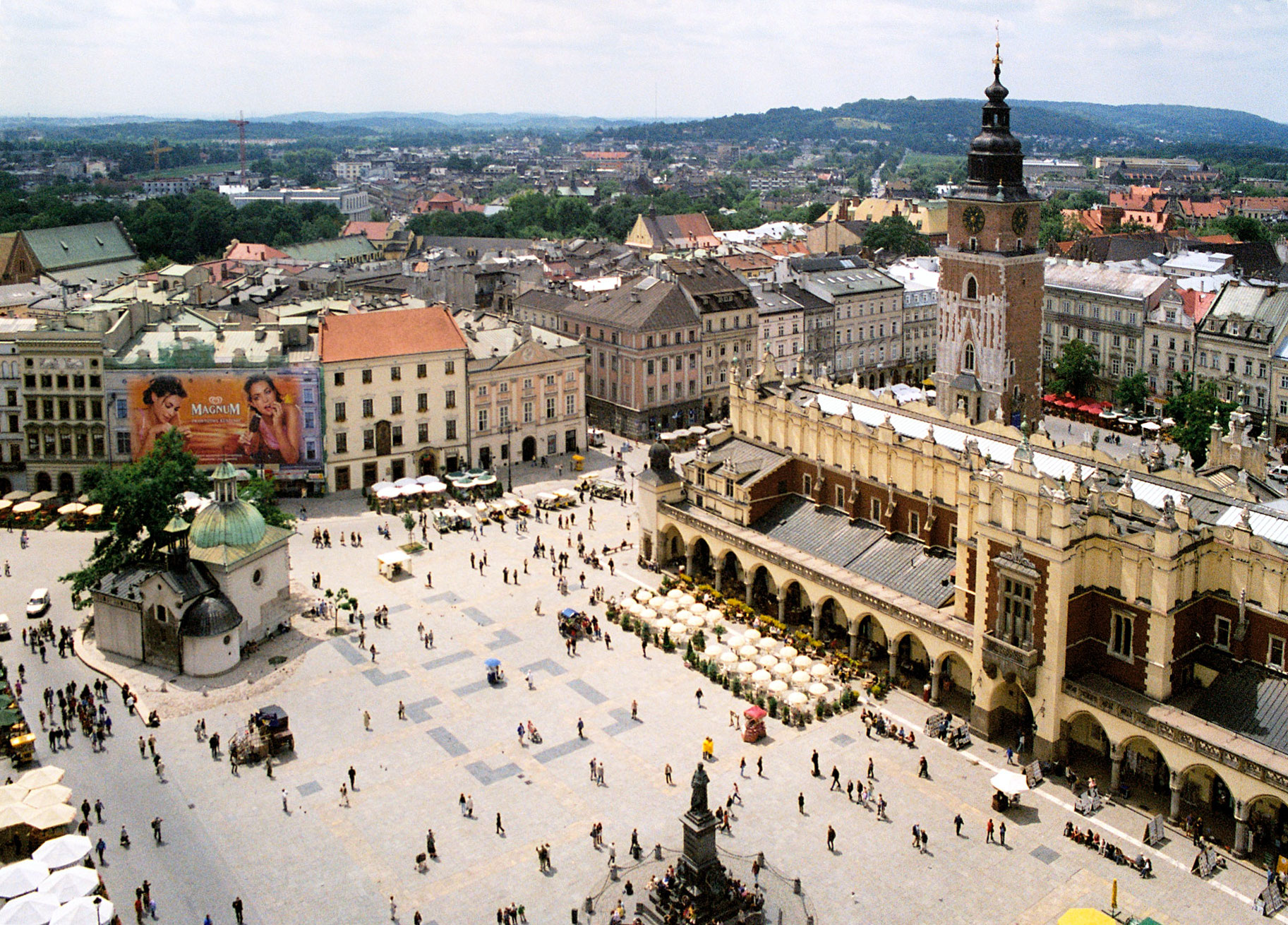
La piazza del Mercato a Cracovia

La capitale del voivodato Cracovia (Kraków) è con i suoi 750 000 abitanti la terza città più grande di tutta la Polonia e nettamente la più popolosa della Piccola Polonia.
| 1. Cracovia (757 000) 2. Tarnów (121 000) 3. Nowy Sącz (82 000) 4. Oświęcim (44 000) 5. Chrzanow (43 000) | 1. Olkusz (40 000) 2. Nowy Targ (34 000) 3. Gorlice (30 000) 4. Zakopane (30 000) 5. Bochnia (29 373) |

## Economia

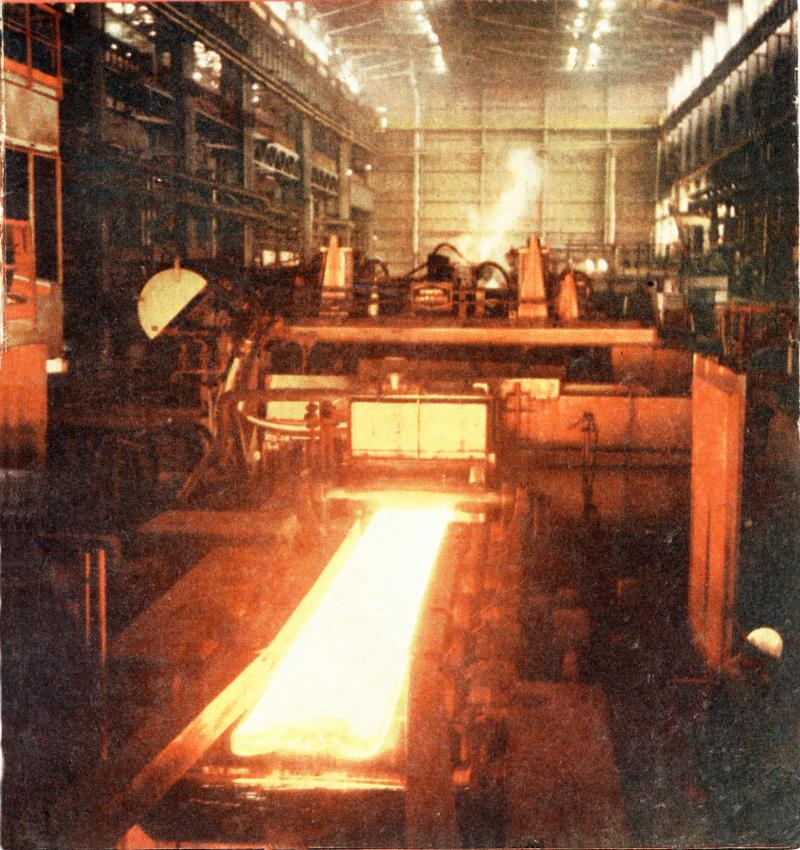
Laminatoio a Nowa Huta

L'economia della regione comprende industrie ad alta tecnologia, banche, industrie chimiche, metallurgiche, alimentari e del tabacco. La città più industrializzata del voivodato è Cracovia. Qui opera la più grande impresa della regione: le Acciaierie Tadeusz Sendzimir a Nowa Huta, che impiega 17 500 dipendenti. Un altro grande complesso industriale si trova a ovest, nei pressi di Chrzanów (produzione di motori ferroviari) e Oświęcim (industrie chimiche). Il Parco Tecnologico di Cracovia è una zona economica speciale istituita all'interno del voivodato. Ci sono quasi 210 000 imprese registrate, soprattutto piccole e medie, di cui 234 appartengono al settore statale. Gli investimenti esteri, crescenti in tutta la regione, hanno raggiunto circa 18,3 miliardi di dollari alla fine del 2006.

## Università
130 000 studenti frequentano 15 istituti di istruzione superiore a Cracovia. L'Università Jagellonica, la più grande della città (44 200 studenti) è stata fondata nel 1364 come Accademia di Cracovia. Vi si sono laureati Nicolò Copernico e Karol Wojtyła, il futuro papa Giovanni Paolo II. L'Università della scienza e della tecnologia AGH (29 800 studenti) è considerata la migliore università tecnica in Polonia. Sono apprezzate anche l'Accademia di Economia, l'Università Pedagogica, l'Università di Tecnologia di Cracovia e l'Accademia Agricola. Meritano di essere menzionate l'Accademia delle Belle Arti, l'Università Statale del Teatro e l'Accademia della Musica. Nowy Sącz è diventato un importante centro educativo grazie alla sua scuola superiore di marketing e amministrazione, con un curriculum americano, fondata nel 1992. Ci sono anche due scuole superiori private a Tarnów.

## Turismo
Il voivodato ha diverse aree turistiche e ricreative. Oltre ai parchi nazionali (vedi paragrafo successivo) e alle riserve naturali, sono da segnalare Zakopane, la più famosa località invernale polacca, i monti Tatra, Pieniny e Beschidi. La miniera di sale di Wieliczka, la città di Kalwaria Zebrzydowska (meta di pellegrinaggi) ed il centro storico di Cracovia sono classificati dall'UNESCO tra i siti più preziosi del patrimonio mondiale. A Wadowice, luogo di nascita di papa Giovanni Paolo II, si trova un museo dedicato all'infanzia del papa. La zona di Oświęcim, con gli ex campi di concentramento nazisti di Auschwitz e Birkenau, è visitata ogni anno da un milione di persone.

## Aree protette

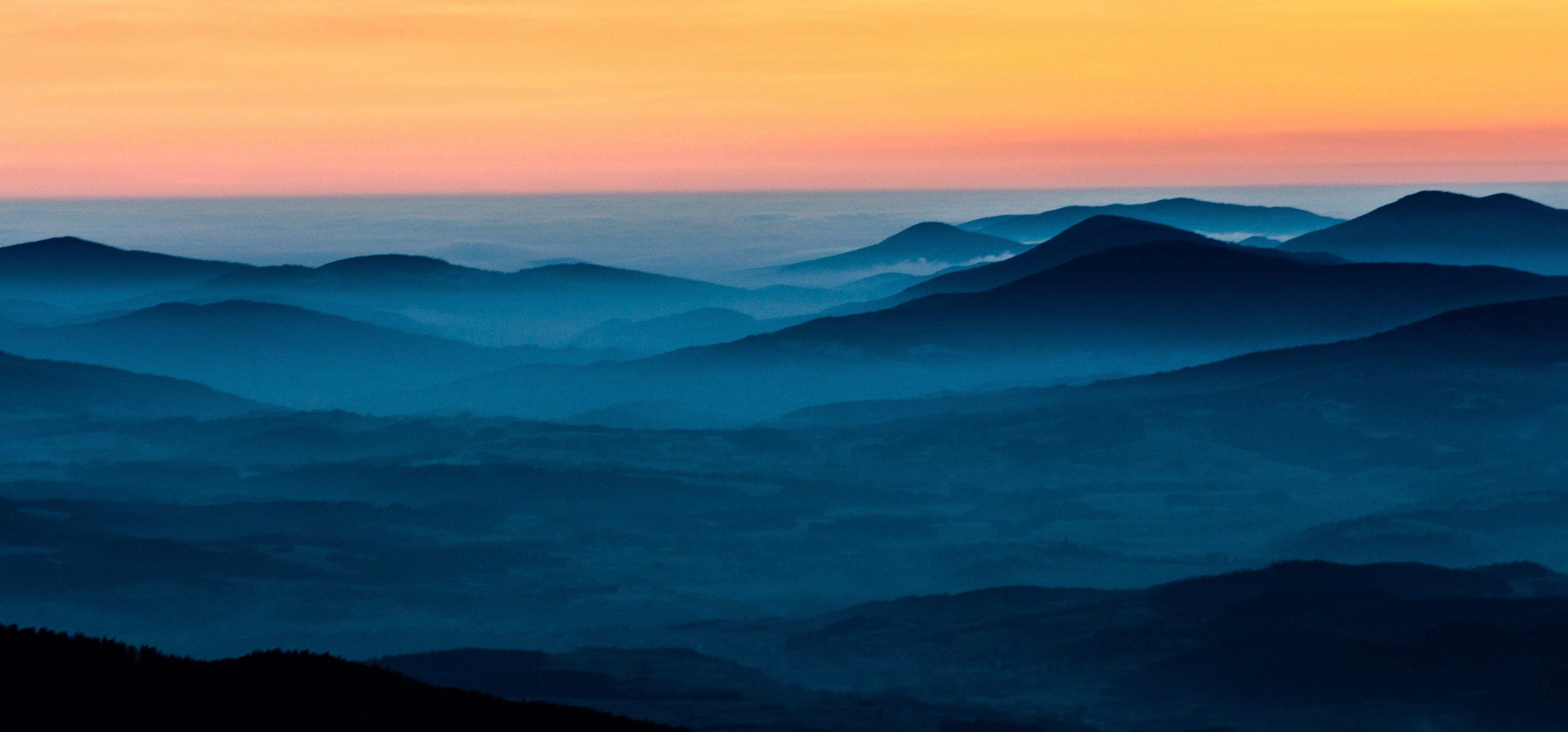
Il parco nazionale Babia Góra

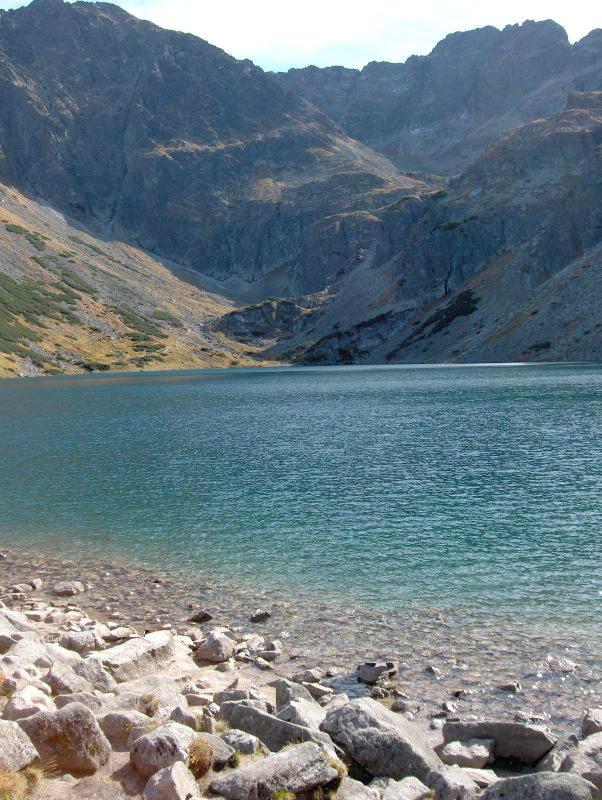
Il lago Czarny Staw negli Alti Tatra

- Parco nazionale Babia Góra (progettato dall'UNESCO)
- Parco nazionale di Gorce
- Parco nazionale del Magura (in parte nel voivodato della Precarpazia)
- Parco nazionale di Ojców
- Parco nazionale dei Pieniny
- Parco nazionale dei Tatra (in parte in territorio slovacco)
- Parco paesaggistico di Bielany-Tyniec
- Parco paesaggistico di Ciężkowice-Rożnów
- Parco paesaggistico di Dłubnia
- Parco paesaggistico Nidi delle Aquile
- Parco paesaggistico di Cracovia
- Piccolo parco paesaggistico dei Beschidi (in parte nel voivodato della Slesia)
- Parco paesaggistico di Pasmo Brzanki (in parte nel voivodato della Precarpazia)
- Parco paesaggistico del Poprad
- Parco paesaggistico di Rudno
- Parco paesaggistico di Tenczynek
- Parco paesaggistico di Wiśnicz-Lipnica